# Ofensiva de Lataquia (2015–2016)
A Campanha de Latakia (2015-2016) foi uma operação militar iniciada pelo Exército Sírio, com o apoio da Força Aérea Russa, tendo como objectivo a reconquista de território controlado pela Oposição Síria e pela Frente Al-Nusra.
A operação iniciou-se a 15 de Outubro, com o início de uma grande operação lançada pelo Exército Sírio, e, a 19 de Outubro, as forças governamentais conquistaram diversos pontos e diversas aldeias rebeldes. Passado um mês, o Exército Sírio tinha conquistado, cerca de, 200 quilómetros quadros de território aos rebeldes.
A 25 de Novembro, acontece um dos momentos mais marcantes de toda a Guerra Civil Síria, com o abate de um caça russo por um caça da Turquia. Um soldado russo acabaria por morrer, mas um outro soldado russo seria resgatado por forças especiais.
O Exército Sírio e seus aliados continuariam com a sua ofensiva, até Março de 2016, conquistando, cerca de 750 quilómetros quadrados de território, e, entre os territórios conquistados destacavam-se Salma, Rabia e Kinsabba, bastiões da Oposição Síria.